# Drosera pygmaea
Drosera pygmaea är en sileshårsväxtart som beskrevs av Dc. Drosera pygmaea ingår i släktet sileshår, och familjen sileshårsväxter.
Artens utbredningsområde är:
- Nordön (Nya Zeeland).
- Sydön (Nya Zeeland).
- Sydaustralien.

Inga underarter finns listade i Catalogue of Life.

## Bildgalleri

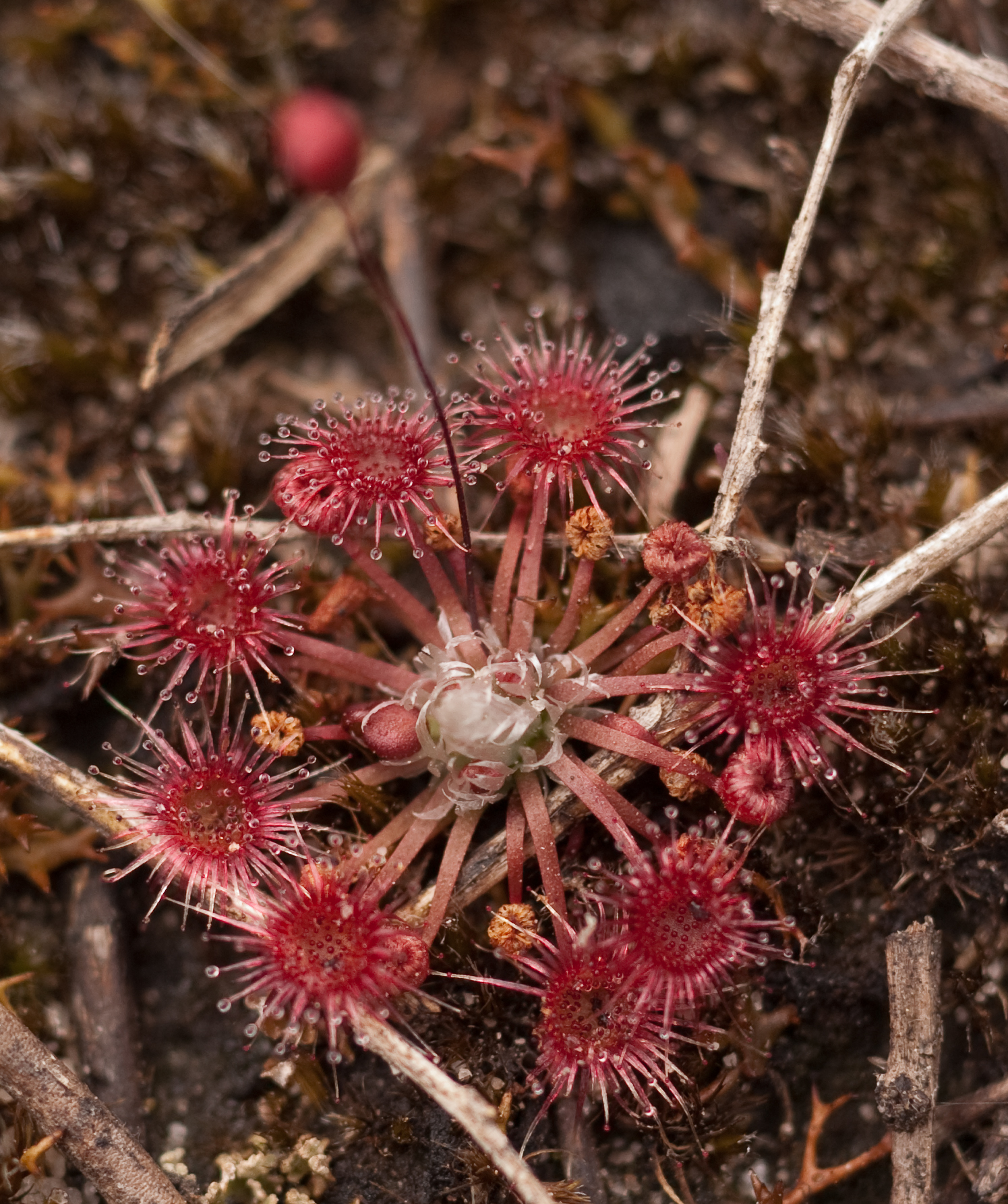
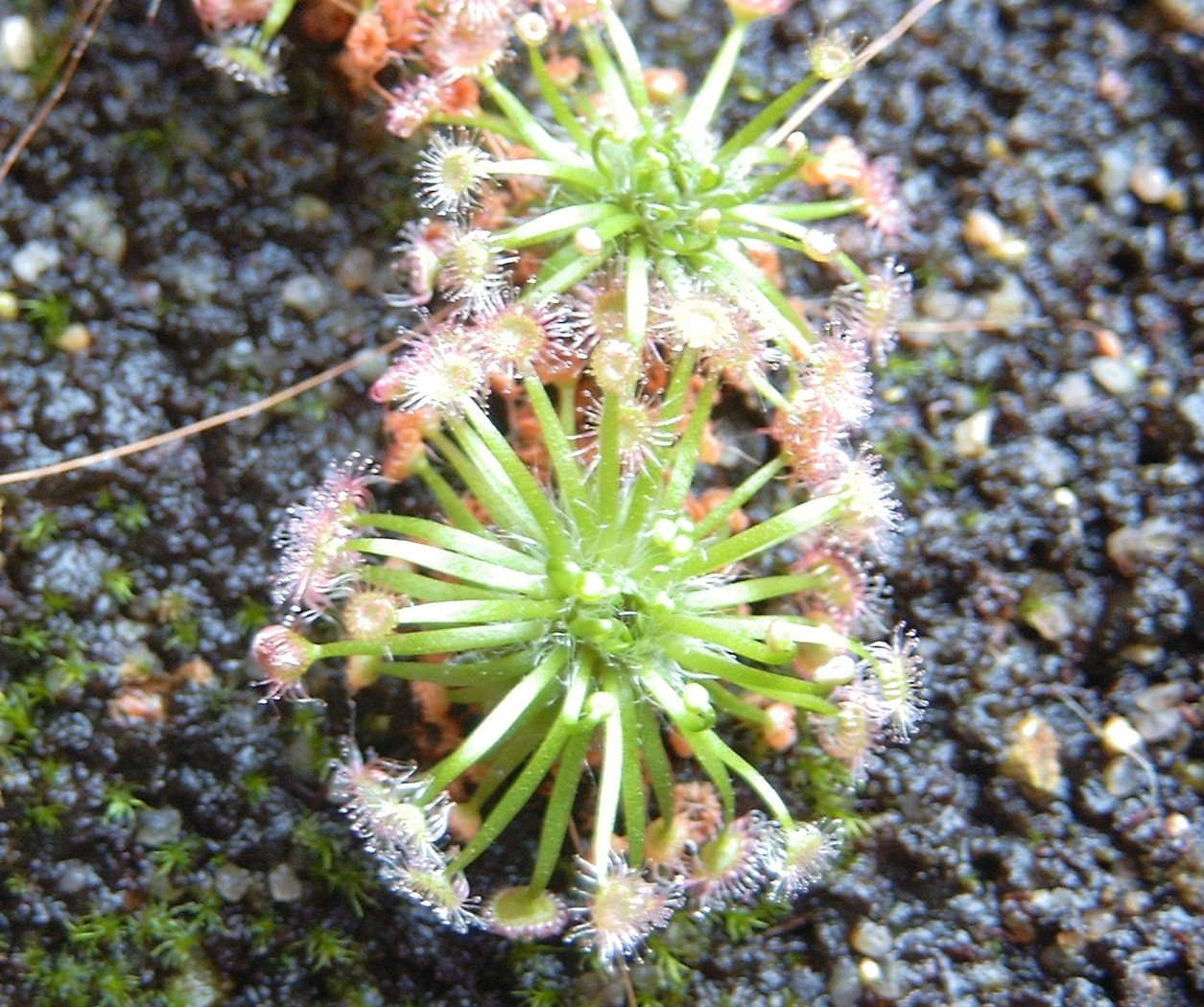
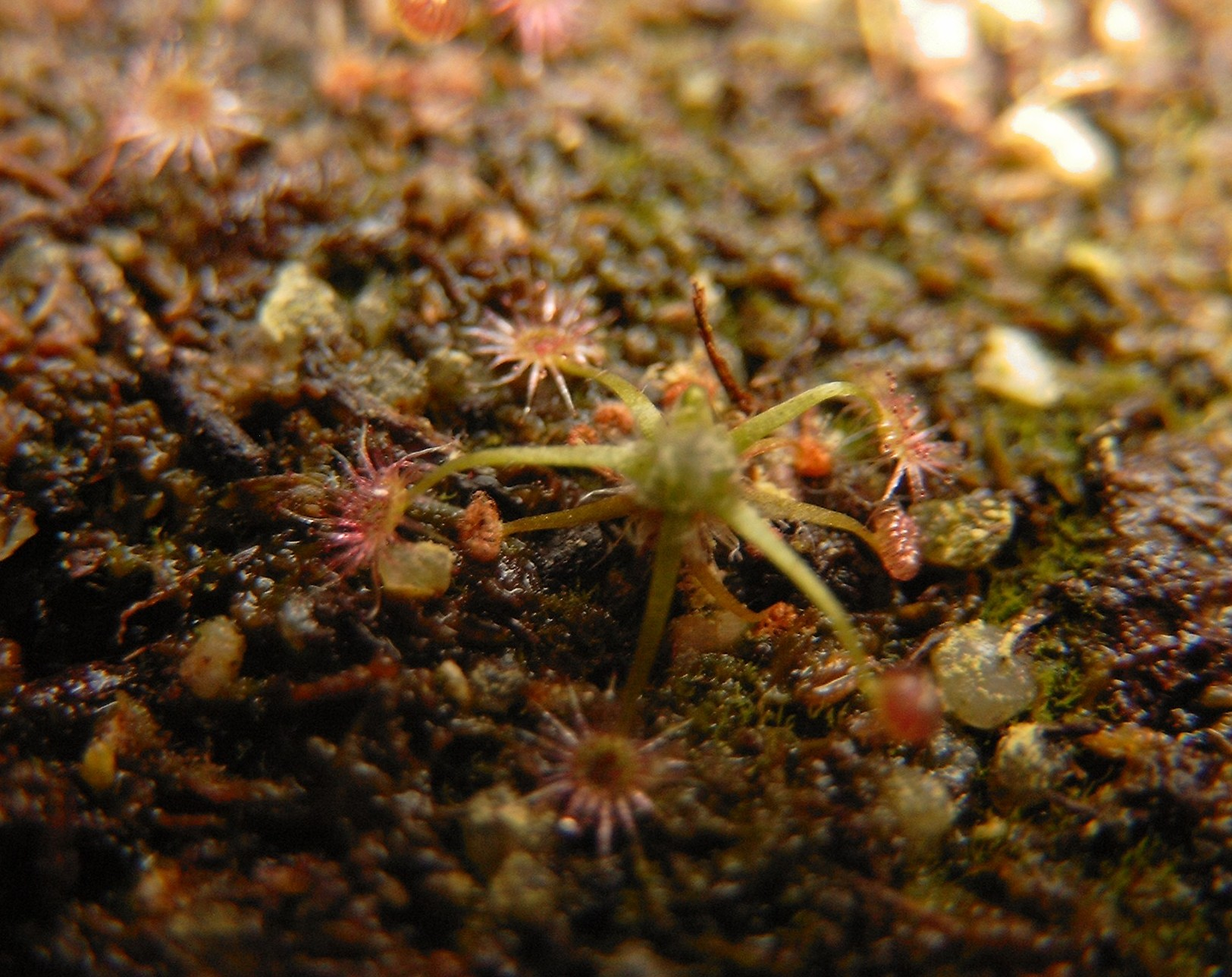
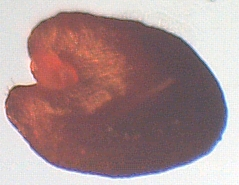